# バーター症候群
バーター症候群（バーターしょうこうぐん、Bartter syndrome）は、ヘンレ係蹄の太い上行脚（TAL）の機能不全を特徴とする症候群。

## 疫学・病態
本症候群は、フレデリック・バーターらによって提唱された疾患概念である。1960年に最初の報告がなされ、1962年にはより多くの症例に基づく報告がなされた。
本症候群は、腎臓のTALの機能不全を主体とする続発性アルドステロン症の一つであり、レニン・アンギオテンシン・アルドステロン（RAA）系の亢進にもかかわらず、血圧が正常ないし軽度高値程度に留まっていることが特徴である。機能不全はいずれも遺伝的素因によるものと考えられており、その機序に応じてI〜V型に分類される。
- I型 - Na+-K+-2Cl-共輸送体（NKCC2）の機能異常により、TALに障害を来たすもの。原因遺伝子は15q上のSLC12A1。
- II型 - TALの上皮細胞内から尿細管腔へK+を戻すチャンネル（ROMK）の機能異常により、TALおよび皮質集合管（CCD）に障害を来たすもの。原因遺伝子は11q24上のKCNJ1。
- III型 - TALの上皮細胞内から血管側へCl-を戻すチャンネル（ClC-Kb）の機能異常により、TALおよび遠位曲尿細管（DCT）に障害を来たすもの。原因遺伝子は1q36上のCLCNKB。
- IV型 - barttin蛋白の不活性型変異により、ClC-Kbとともにヘンレ係蹄の細い上行脚（tAL）の上皮細胞内から血管側へCl-を戻すチャンネル（ClC-Ka）にも機能異常を生じ、TAL、tAL、DCT、さらには蝸牛血管条辺縁細胞にも障害を来たすものである。蝸牛血管条辺縁細胞の障害により感音性難聴を生じることが特徴的である。原因遺伝子は1q31上のBSND。
- V型 - Ca2+感知受容体（CaSR）の活性型変異に伴いNKCC2やROMKの活性が抑制されることにより、TALに障害を来たすもの。原因遺伝子は3q上のCASR。

遠位尿細管の緻密斑では、原尿中のCl-の濃度が低いほど糸球体傍細胞でのレニン分泌を亢進させるように、レニン・アンギオテンシン・アルドステロン（RAA）系を調節している。その際に、緻密斑細胞が原尿中のCl-の濃度を感知する上で、Na+-K+-2Cl-共輸送体が重要な役割をはたしていると考えられている。しかし、例えば本症候群I型によってNKCC2が機能不全に陥ると、原尿中のCl-の濃度を緻密斑が感知できなくなるため、原尿中のCl-の濃度が低いと誤認識を起こし、糸球体傍細胞でのレニン分泌が異常に亢進する。その結果、RAA系が過剰に賦活されアルドステロンの分泌を異常に促し、続発性アルドステロン症を起こす。
続発性アルドステロン症は低カリウム血症と代謝性アルカローシスを起こす。続発性アルドステロン症によって起こされた低カリウム血症は腎臓で合成されるプロスタグランジンの産成を異常に促進し、過剰に産成されたプロスタグランジンはRAA系を更に賦活すると言う悪循環ができる。一方、レニンの昇圧作用とプロスタグランジンの降圧作用が相殺されて、血圧は正常に保たれる。

## 症状・所見
本症においては、その機序からしても、ループ利尿薬の過剰投与時と同様の臨床症状・検査所見が認められる。

### 臨床症状
低カリウム血症による筋力低下、四肢麻痺、尿濃縮力低下による多尿等を来たし、腎不全に至る。

### 検査所見
- 基本身体検査
元々RAA系が亢進しているのでアンギオテンシンII負荷試験にて昇圧性が低下している。
- 血液検査
  - 血清生化学検査
低カリウム血症、代謝性アルカローシス、等が認められる。
- 腎臓針生体検査
レニンを異常分泌している傍糸球体装置が過剰に形成されて大きくなる。過剰に形成される事を過形成と言う。
- 心電図
低カリウム血症によるU波増高などを認める。

## 予後・治療
本症においては、乳児期から低カリウム血症を発症し、成人までに1/3が末期腎不全に至る。
先天異常なので対症療法を行う。低カリウム血症に対してはカリウムを補給する。低クロール血症に対してはKClの経口投与で補給する。アルドステロン症に対しては、アルドステロン受容体拮抗薬スピロノラクトンを投与する。プロスタグランジンの過剰産生に対しては、プロスタグランジン産成阻害薬のインドメサシン等を投与する。